# Bolesław Kulski
Bolesław Kulski – polski urzędnik państwowy, dyplomata i działacz partyjny, w latach 1988–1990 podsekretarz i sekretarz stanu w Ministerstwie Spraw Zagranicznych.

## Życiorys
Ukończył studia ekonomiczne na uczelni w Związku Radzieckim. W okresie Polskiej Rzeczypospolitej Ludowej wieloletni pracownik Ministerstwa Spraw Zagranicznych, w tym wicedyrektor Departamentu IV. Zajmował wysokie stanowiska w strukturach Związku Młodzieży Socjalistycznej, w połowie lat 60. kierował w nim działem propagandy. Opracował też m.in. teksty do publikacji „ZMS w zakładzie pracy: poradnik programowo-metodyczny aktywisty koła i zarządu zakładowego ZMS”. Został I sekretarzem Komitetu Zakładowego Polskiej Zjednoczonej Partii Robotniczej przy MSZ.
Od 1 marca 1988 pełnił funkcję podsekretarza stanu w Ministerstwie Spraw Zagranicznych; odpowiadał za relacje z ZSRR i państwami Układu Warszawskiego oraz OBWE, rozbrojenie oraz współpracę naukowo-kulturalną. W rządzie Tadeusza Mazowieckiego był kandydatem PZPR na fotel szefa resortu. Ostatecznie 13 września 1989 został sekretarzem stanu (pierwszym zastępcą ministra Krzysztofa Skubiszewskiego), co nastąpiło na żądanie Wojciecha Jaruzelskiego. Odpowiadał wówczas za weryfikację dawnych pracowników dyplomacji, pełniąc funkcję do 1 września 1990. W 1991 objął stanowisko kierownika wydziału konsularnego ambasady RP w Hadze.